# National Rugby League 1922
La New South Wales Rugby Football League de 1922 fue la decimoquinta temporada del torneo de rugby league más importante de Australia.

## Formato
Los clubes se enfrentaron en una fase regular de todos con todos, el equipo mejor ubicado al terminar la fase regular se corona campeón del torneo.
Se otorgaron 2 puntos por el triunfo, 1 por el empate y ninguno por la derrota.

## Desarrollo

### Tabla de posiciones
| Pos. | Equipo            | Encuentros | Encuentros | Encuentros | Encuentros | Tantos | Tantos | Tantos | Puntos |
| Pos. | Equipo            | PJ         | PG         | PE         | PP         | F      | C      | Dif    | Puntos |
| ---- | ----------------- | ---------- | ---------- | ---------- | ---------- | ------ | ------ | ------ | ------ |
| 1    | North Sydney      | 16         | 12         | 0          | 4          | 306    | 136    | +170   | 28     |
| 2    | Glebe             | 16         | 12         | 0          | 4          | 284    | 154    | +130   | 28     |
| 3    | Eastern Suburbs   | 16         | 9          | 2          | 5          | 217    | 177    | +40    | 24     |
| 4    | South Sydney      | 15         | 9          | 1          | 5          | 207    | 187    | +20    | 23     |
| 5    | Balmain           | 16         | 8          | 2          | 6          | 168    | 145    | +23    | 22     |
| 6    | Western Suburbs   | 16         | 6          | 0          | 10         | 164    | 201    | -37    | 16     |
| 7    | Newtown           | 16         | 5          | 1          | 10         | 169    | 200    | -31    | 15     |
| 8    | Sydney University | 15         | 5          | 0          | 10         | 148    | 287    | -139   | 14     |
| 9    | St George         | 16         | 2          | 0          | 14         | 140    | 316    | -176   | 8      |

|  | Definición por el campeonato. |

#### Definición
| 6 de septiembre | North Sydney | 35 - 3 | Glebe |  |  |

| Bandera de Australia       |
| Campeón North Sydney Bears |
| Segundo título             |